# ローフス・ミシュ
ローフス・ミシュ（Rochus Misch, 1917年7月29日 - 2013年9月5日）は、武装親衛隊に所属していたドイツの元兵士。最終階級は親衛隊曹長 (Oberscharführer)。アドルフ・ヒトラーの側近、文書の運搬人、ボディガード、および電話交換手。1945年4月30日のヒトラー自殺の際にベルリンの総統地下壕にいた人物のうち、最後の生存者だった。姓はミッシュとも表記。身長182 cm。

## 経歴
オーバーシュレージエン地方のオペルン近郊のアルト＝シャルコヴィッツ（現ポーランド領）に生まれる。父親は第一次世界大戦に出征し、ミシュが生まれる直前に戦傷により死亡した。2歳の時に母親も死去して孤児となり、祖父母や叔母に育てられる。はじめペンキ職人となるが、1937年に武装親衛隊に志願して入隊。武装親衛隊に志願したものの、ミシュ自身はヒトラーの我が闘争を読んだことはおろか、買ったことすらもなく、ヒトラーユーゲントにも加入したことがなかった。武装親衛隊入隊後、ライプシュタンダルテ・SS・アドルフ・ヒトラー (LSSAH) に配属される。
ドイツ軍のポーランド侵攻に参加し、モドリンの戦いで降伏勧告の特使として派遣された際に胸部貫通銃創の重傷を負う。ミシュの実戦経験は一発の銃弾を撃つこともなくここで終わる。回復した後、上官である中隊長ヴィルヘルム・モーンケは彼を礼儀正しく忠実な兵士と見込んで、ベルリンの総統官邸に勤務する総統警護隊に欠員が1人出たことも相まって、補充の兵士として推薦した。そこでヒトラーの側近となる。その最初の任務は、ウィーンにいるヒトラーの妹パウラに手紙を届けることだった。以後は司令部、別荘、官邸など、ヒトラーの行く先々に常に随行した。ミシュはヒトラーから唯一地下壕での武器の携帯を許されていた。
彼は総統地下壕に最後まで常駐した数少ない人物で、ヒトラーの護衛兼電話交換手という同所での仕事柄、真っ先に全ての文書に目を通すことができた数少ない人物であった。ベルリン市街戦の最中の1945年4月30日にヒトラーと夫人のエーファ・ブラウンが自殺すると、その遺言によりゲッベルスが首相となった。彼はゲッベルスやその夫人マクダ夫妻の6人の子供たちとも親しく、マクダ夫人が子供たちを殺害した前後の様子も目撃している。
5月1日、絶望して自決を決めたゲッベルスはミシュに総統地下壕を去るように命じた。彼はすでに数日前から脱出に備えて必要な物資をリュックサックに詰めていた。同日、ミシュは地下壕の機械設備工のヨハネス・ヘンチェルとお互いに妻宛ての手紙を交換してから、地下壕を脱出した。ミシュ本人が戦後知るところによれば、ミシュが脱出した5分後にゲッベルス夫婦は自殺したという。
ミシュは逃走中にハインツ・リンゲらがいるグループと落ち合い、地下鉄を通って逃げ延びようとしたが、地上を偵察したミシュの先遣部隊が味方のドイツ兵を見つける。無事ソ連軍の包囲を逃げ切ったと思い、地上に出たミシュ達だったが、地上にいたドイツ兵達は捕虜となっていた兵士達で、ミシュ達も敢えなく捕虜となった。
捕虜となったミシュはヒトラーのパイロットであったヨハン・バウアと出会う。ヨハン・バウアは片足を失っており、包帯を絶えず交換する必要があり、ミシュはヨハン・バウアの介護のため、彼と行動を共にすることになる。その後は、各地の収容所を転々とする。ヒトラーに親しく接していたことで赤軍によってルビャンカ刑務所に収容され、取り調べを受けた。ヒトラーの自殺を信じていなかったスターリンは捕虜となっていたミシュやオットー・ギュンシェ（ヒトラーの副官）、ヨハン・バウアに「真相」を話すよう強要した。9年後にようやくミシュは釈放され、ドイツにいる妻のゲルダ と娘のもとに戻った。その後は内装業を営み、1980年代中頃に引退した。
1970年代からドキュメンタリー映画に登場するようになり、特に1990年代以降、ヒトラーや第二次世界大戦に関する番組によく登場していた。2006年にも「最後の証人‐ロフス・ミシュ」と題するテレビ・ドキュメンタリー番組に出演した。同年、1940年から45年に関する回顧録をフランスで出版、世界各国語に訳されており、ドイツや日本でも出版されている。
ミシュは戦後もヒトラーやナチ党に対する一定の親近感を隠さず、ヒトラーに関しては「優しく情け深い上司だった」と弁明を行っていた。2004年に公開された映画『ヒトラー 〜最期の12日間〜』については、（存命にもかかわらず）映画のスタッフや原作者（ヨアヒム・フェスト）は自分のところに来なかったことに不満を述べ、作中にあった乱痴気騒ぎなどは無かったことを主張し、映画の出来についても酷評している。2005年のインタビューでも、ナチスが引き起こした戦争犯罪の数々について懐疑論を主張し、ネオナチについては「ネオナチなどというものはない。国を憂う愛国者たちだよ」と擁護していた。また、「毒殺されたゲッベルスの子供たちも戦争犠牲者である」として、彼らの追悼施設を造るべきだと主張。このためホロコーストの犠牲者遺族やユダヤ人団体などから糾弾されてきた。
娘のブリギッタによると、妻ゲルダはユダヤ人の血を引いていたが、彼女はそれについて言及せず、またミシュもそれを知ることを拒んでいたという。ミシュは娘とは不和で、ミシュの孫はフランクフルトのユダヤ人学校で教育を受けていた。
2013年9月5日にベルリンで死去、96歳。

## 著作
- ローフス・ミッシュ『ヒトラーの死を見とどけた男 地下壕最後の生き残りの証言』小林修訳、草思社、2006年11月、ISBN 4-7942-1542-8